# Hans Wild
Hans Wild (1912 – 1969) è stato un fotografo britannico.
Ha lavorato per la rivista Life dal 1938 al 1946. Alcuni dei suoi lavori più importanti sono apparsi sulle copertine di Life, quali il fotoritratto dello storico Charles Seltman nel 1943 e il Primo Ministro Inglese Winston Churchill mentre dipinge su un cavalletto nel 1946.

## Biografia
Wild diventa un fotografo professionista a 24 anni nel 1936, e lavora per Life con varie mansioni negli Stati Uniti, Regno Unito, Francia e Italia. Egli produsse numerose foto che documentano la Seconda Guerra Mondiale, e anche ritratti di persone famose quali: John Cage, Merce Cunningham, Vivien Leigh, Mary Welsh Hemingway, Bing Crosby, l'attrice Pat Kirkwood, il pittore Thomas Hart Benton, E. V. Knox editore della rivista Punch, il Segretario degli Esteri Anthony Eden, Rupert Neve, la stilista Elsa Schiaparelli, Laurence Olivier, Daphne du Maurier, C. S. Lewis, Alexander Fleming, l'ambasciatore cinese Quo Tai-chi, Nancy Astor, Benjamin Britten, Louis Mountbatten e i diplomatici Jefferson Caffery e Anthony Joseph Drexel Biddle, Luigi II di Monaco con Ghislaine Dommanget e Ranieri III, Anthony Eden, David Lloyd George e Thomas Beecham.
Durante la sua carriera Wild produsse molte foto di vita quotidiana con gente comune e di particolare rilevanza artistica e storico documentale come gli scatti dei londinesi mentre dormono nella Metropolitana di Londra durante i bombardamenti del 1940. Egli partecipo' alla produzione e lo sviluppo delle fotografie dello sbarco di Normandia il D-Day con Robert Capa.
Dopo la Guerra, Wild ritornò a Londra e aprì il suo studio a Chelsea specializzandosi in fotografia di moda e teatro, e lavorando per l'industria tessile. Le sue foto di danza sono apparse sulla rivista del Richard Buckle's Ballet.